# Acinonyx jubatus jubatus
Il ghepardo sudafricano (Acinonyx jubatus jubatus (Schrebner, 1775)), noto anche come ghepardo dell'Africa orientale, ghepardo dell'Africa sud-orientale o Ghepardo della Tanzania, è una sottospecie di ghepardo che abita zone dell'Africa meridionale e occidentale e orientale.

## Descrizione
È la sottospecie di ghepardo più grande. Gli adulti misurano 110-135 cm di lunghezza circa senza contare la coda e pesano tra i 70 e i 75 kg. I maschi sono di solito più grandi delle femmine. Sono state effettuate misurazioni su ghepardi selvatici in Tanzania, e possono misurare 200-230 cm di lunghezza totale e pesare dai 50 ai 60 kg. I più grandi sono stati registrati in Kenya. La profondità del cranio e la lunghezza della mandibola sono significativamente più grandi nei maschi. 
È la seconda sottospecie di colore più pallido dopo il ghepardo dell'Africa nord-occidentale. I ghepardi dell'Africa meridionale possono avere da un mantello bianco-giallastro a un mantello tannico. La loro pelliccia è solitamente più corta, e alcuni esemplari possono avere un'ampia parte più spessa sul ventre. Le macchie nere circolari si fondono verso la fine della coda a formare da quattro a quattordici anelli scuri, seguiti da un ultimo ciuffo bianco sulla punta. I segni lacrimali corrono dagli occhi agli angoli della bocca, dove si ispessiscono; quasi tutti hanno inoltre diverse macchie scure da cui originano baffi. Questa specie ha una corporatura più leggera di altri ghepardi africani.
Ci sono state segnalazioni di ghepardi di altre varianti di colore, che vanno dal melanismo a una diversa caratteristiche della maculatura. Un ghepardo completamente nero fu avvistato nel distretto di Trans-Nzoia in Kenya nel 1925. Un ghepardo quasi privo di macchie è stato avvistato in Tanzania nel 1921.

## Distribuzione e habitat
Il ghepardo dell'Africa sudorientale vive solitamente su praterie, savane, foreste boscose e ambienti aridi come deserti e steppe semidesertiche. Questi ghepardi possono essere trovati in campi aperti, dove cacciano e cacciano mammiferi erbivori come le antilopi ad una velocità molto elevata. In Sud Africa, il ghepardo preferisce anche boschi (nel Parco nazionale di Kruger), arbusti, alte montagne, praterie montuose e aree montane dove sono disponibili prede favorevoli.
Il ghepardo dell'Africa sudorientale è attualmente la sottospecie più comune ed era diffuso ovunque nell'Africa meridionale e centrale, dal Sudafrica alla Repubblica Democratica del Congo meridionale (provincia del Katanga) e alla Tanzania meridionale. La sua portata è ora notevolmente ridotta, dove si verifica in una zona di 1.223.388 km2 (472.353 miglia quadrate), il 22% della sua gamma originale.
In passato, meno di 10.000 ghepardi venivano cacciati nei terreni agricoli della Namibia. Precedentemente stimati a soli 2.000 individui dagli anni '90, a partire dal 2015, oltre 3.500 ghepardi vivono oggi in Namibia. Il paese mantiene la più grande popolazione di ghepardi selvatici in tutto il mondo. 
Con una popolazione approssimativa di 2.000 ghepardi al 2016, il Botswana ha la seconda più grande popolazione di ghepardi.
In Sud Africa, i ghepardi vivono nelle province di Limpopo, Mpumalanga, Nord Ovest e Nord del Capo. 
Nel 2016, si stima che circa 1.500 ghepardi adulti vivano in natura.
La popolazione di ghepardi è drasticamente diminuita nello Zimbabwe, da circa un migliaio a 400, a partire dal 2007. Attualmente, la popolazione dello Zimbabwe è stimata in 165 individui.
In Zambia, i ghepardi sono per lo più avvistati a Matamene Camp del Liuwa Plain National Park dalla provincia occidentale. 
Circa 100 ghepardi vivono nel paese. Nel 2007, si stimò che sopravvivevano tra i 50 e i 90 ghepardi in Mozambico, dove la specie abita praterie, savane e boschi di mopane.
L'areale del ghepardo ha la più alta densità soprattutto tra la Tanzania settentrionale e il Kenya meridionale. Le popolazioni più numerose si trovano principalmente nel Parco Nazionale del Serengeti, nella Riserva Nazionale di Masai Mara, nel Parco Nazionale di Kora e nel Cratere Ngorongoro della Tanzania e del Kenya, poiché vi erano tra 569 e 1.007 ghepardi in Tanzania e tra 710 e 793 individui in Kenya. Nel 2015, si stima che tra 800 e 1.200 ghepardi adulti risiedano in Kenya, rendendo il paese la principale roccaforte per le specie vulnerabili in Africa orientale. Rari sono gli avvistamenti di ghepardi nell'area di conservazione di Ngorongoro e nel parco nazionale di Katavi dal sud-ovest della Tanzania.
Le popolazioni stimate sono di circa 40-295 ghepardi in Uganda a partire dal 2007. I ghepardi sono residenti nel Kidepo Valley National Park nel nord dell'Uganda. Si stima che solo 20 vivano a Kidepo dal 2014.

## Biologia

### Riproduzione e ciclo di vita
I ghepardi maschi sono socievoli e spesso vivono in un gruppo di altri maschi chiamati coalizioni. Nel Serengeti, è stato scoperto che il 41% dei maschi adulti erano solitari, il 40% viveva in coppia e il 19% viveva in trii. I ghepardi maschi sono territoriali e stabiliscono i loro territori marcando i loro territori urinando su alberi o tronchi.
Gli areali domestici del ghepardo femminile possono essere molto grandi e un territorio che include diversi areali femminili è impossibile da difendere. Invece, i maschi scelgono i punti in cui molti degli intervalli domestici delle femmine si sovrappongono, creando uno spazio molto più piccolo, che può essere adeguatamente difeso contro gli intrusi massimizzando le possibilità di riproduzione. Le coalizioni faranno del loro meglio per mantenere i territori per trovare femmine con cui si accoppiano. La dimensione del territorio dipende anche dalle risorse disponibili; a seconda dell'habitat, la dimensione del territorio di un maschio può variare notevolmente da 37 a 160 km2 (14 a 62 sq mi).
Le femmine possono riprodursi a 13-16 mesi di età con un'età media di maturità sessuale compresa tra 21 e 22 mesi. Le nascite dei cuccioli di ghepardo avvengono principalmente tra gennaio e agosto in Africa orientale dopo 90-95 giorni di gestazione.

### Caccia e dieta
I ghepardi sono animali diurni (attivi soprattutto di giorno), mentre i predatori apicali più forti, come le iene, i leopardi africani e i leoni, sono notturni (attivi soprattutto di notte). La caccia è l'attività principale durante tutto il giorno; i picchi sono osservati durante l'alba e il crepuscolo indicando tendenze crepuscolari. I gruppi riposano in radure erbose dopo il tramonto, anche se i maschi e i giovani spesso vagano di notte.
In Kenya, i ghepardi del Masai Mara cacciano dopo il tramonto per sfuggire alle alte temperature della giornata. Nel Serengeti, cacciano quando i leoni e le iene sono inattivi. Uno studio condotto nel Parco Nazionale di Nairobi ha dimostrato che il successo della caccia al ghepardo dipende dalla specie, dall'età, dal sesso e dall'habitat della preda, dalle dimensioni della mandria da caccia o dall'efficienza dell'individuo che caccia.
Di solito mangia erbivori mammiferi di medie o grandi dimensioni, come le antilopi. Si nutre di impala, gazzella di Grant, gerenuk, gnu, Waterbuck, lepre e Guineafowl. Si nutre anche di altri grandi mammiferi, come zebre di pianura e struzzi in poche occasioni. La sua preda preferita è la gazzella di Thomson. La gazzella si trova principalmente nelle savane, nelle praterie e nei campi aperti dell'ecosistema Serengeti della Tanzania e dell'ecosistema Masai Mara del Kenya, dove il ghepardo può inseguire e catturare le sue prede a tutta velocità.
In Somalia, i ghepardi si nutrono delle gazzelle di Soemmerring. Storicamente, le gazzelle di Speke caddero preda dei ghepardi, che in passato erano la principale preda dei ghepardi nei semideserti e nelle steppe erbose del Corno d'Africa. Soffre di declino della popolazione e degrado dell'habitat.

## Minacce
Il ghepardo è minacciato dal bracconaggio, dalla perdita di habitat e dalla frammentazione. I ghepardi del Serengeti e del Maasai Mara sono colpiti da malattie infettive, anche se non rappresenta una minaccia importante per i ghepardi free-roaming dell'Africa orientale.

## Conservazione
La specie di ghepardo è elencata nell'appendice I della CITES (Convenzione sul commercio internazionale delle specie minacciate di estinzione), appendice I della CMS (Convenzione sulla conservazione delle specie migratorie di animali selvatici) ed è protetto dalla legislazione nazionale per la maggior parte della sua esistente e parte della sua precedente gamma.
Nonostante le numerose riserve e parchi nazionali per il ghepardo, la sua popolazione è ancora in declino. Esistono vari progetti di conservazione per salvare il ghepardo dall'estinzione, come il Mara-Meru Cheetah Project, il Serengeti Cheetah Project, l'Action for Cheetahs in Kenya e il Tanzania Cheetah Conservation Programme.